# سنقر أباد (ساوجبلاغ)
سنقر أباد هي قرية في مقاطعة ساوجبلاغ، إيران. عدد سكان هذه القرية هو 1,376 في سنة 2006.